# Drapeau d'Anchorage
Le drapeau d'Anchorage a été adopté par la ville en 1973. C'est un champ jaune avec les mots « ANCHORAGE ALASKA » autour d’un cercle blanc bordé de bleu représentant une ancre bleue, un avion bleu, un soleil jaune et un voilier jaune.
En 1973, la ville d'Anchorage organisa un concours afin d'adopter un drapeau pour la ville. Un artiste et professeur d'art à l'Université d'Anchorage Joan Kimura soumit une peinture acrylique de sa conception lequel était légèrement ajusté. En 1975, l'assemblée d'Anchorage passait une résolution à adopter le sceau sur le drapeau qui est toujours utilisé aujourd'hui.

## Symbolisme
L'ancre est une référence au nom de la ville comme c'est à l'origine un ancrage, notamment pour le troisième voyage de James Cook. L'avion symbolise le hub aéroportuaire d'Anchorage avec son aéroport.
Le soleil jaune fait référence à la variation de la luminosité du jour à travers les saisons. Le voilier est le HMS Resolution utilisé par le capitaine James Cook dans son exploration du Golfe de Cook sur lequel Anchorage a été fondée, c'est de façon incertaine que le fond jaune fait référence à la ruée vers l'or du Klondike.